# Noël Le Maresquier
Noël Lemaresquier dit Noël Le Maresquier, né le 6 août 1903 à Paris et mort le 20 octobre 1982 à Paris, est un architecte français, qui fut grand Prix de Rome, chef d'atelier à l'École d'architecture des beaux arts à la suite de son père.
Chargé en 1944 de la reconstitution de plusieurs villes bombardées par les Américains comme Saint-Nazaire, il a été le partisan de la table rase, contrairement à Louis Arretche à Saint-Malo.

## Biographie
Il est le fils de Charles Lemaresquier (1870-1972), architecte lui-même grand prix de Rome. Sans doute pour se distinguer de son père, il utilise un pseudonyme en scindant son nom en deux le transformant en « Le Maresquier ». Il entre quand même dans l'atelier de son père et de Victor Laloux à l'École nationale supérieure des beaux-arts. 

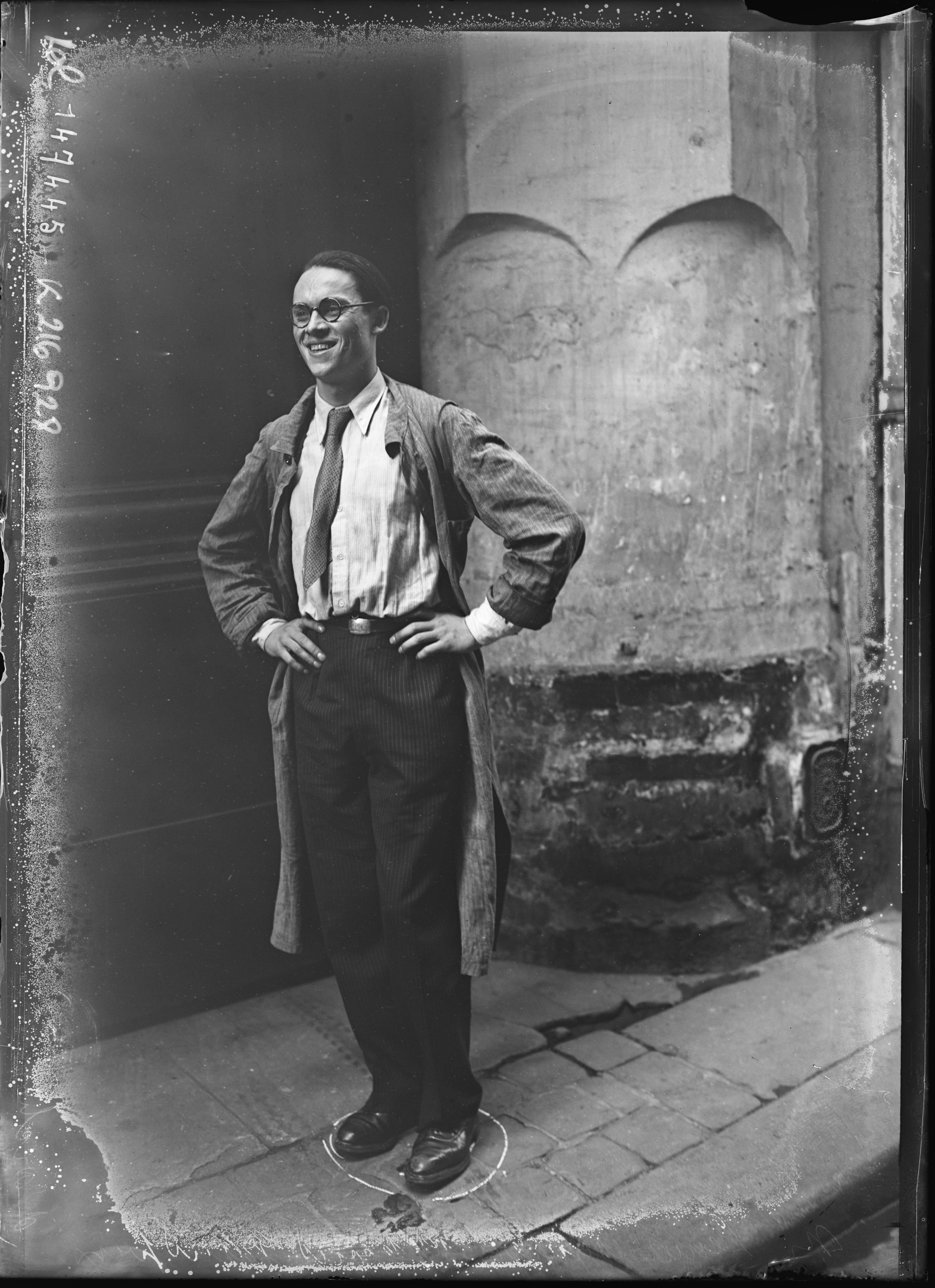
Prix de Rome, 1930

Architecte diplômé par le gouvernement en 1928, il obtient le premier second grand Prix de Rome en 1930. Nommé architecte en chef de la reconstruction de Saint-Nazaire dès 1943, il reste architecte-conseil de la ville jusqu'en 1978. Il reprend l’agence de son père en 1945 et est nommé architecte en chef des bâtiments civils et palais nationaux à partir de 1954. 
Noël Lemaresquier enseigne tout d'abord à l'École d'architecture de Toulouse où il a pour élève notamment Claude Parent. Il prend par la suite ses fonctions à l'École nationale supérieure des beaux-arts de 1953 à 1974 succédant à son père dans son atelier. Il y a pour élèves notamment Roger Taillibert, Ngô Viết Thụ ou Jacques Labro (6) Comme son père, il entre à l'Académie des beaux-arts en 1961 en remplacement de Patrice Bonnet.

## Sources
Ses archives et celles de son fils Nicolas, également architecte, sont conservées aux Archives nationales sous la cote 481AP.
(6) "Jacques Labro architecte urbaniste. de l'imaginaire au réel" de Jean-François Lyon-Caen, collection Portraits Caue Haute-Savoie, 2012.

## Principales réalisations
- 1939 : halle aux bestiaux de Montréjeau (Haute-Garonne) (inscrit MH)
- 1943-1978 : architecte en chef de la reconstruction de Saint-Nazaire, puis architecte-conseil de la ville.
- 1955 : gare de Saint-Nazaire
- 1956-1960 : ensemble de logements "cité Concorde" à Lille (1550 logements)[5]
- 1958-1965 : grand ensemble de la Dame Blanche à Garges-lès-Gonesse (4 000 logements)[6]
- 1961 : chapelle du Christ-Médiateur, rue de l'Assomption dans le 16e arrondissement de Paris
- 1963 : École nationale vétérinaire de Toulouse
- 1964 : église Notre-Dame-d'Espérance à Saint-Nazaire
- 1965 : bibliothèque de la cité des sciences de Lille à Villeneuve-d'Ascq en collaboration avec Jean Vergnaud
- 1966 : Projet d’aménagement pour le centre ancien de Villiers-le-Bel
- 1966-1970 : habitations et foyer de fonctionnaires à Champigny-sur-Marne et Chennevières-sur-Marne
- 1968 : ensemble d'habitations avenue de la Division-Leclerc à Cachan
- 1969-1975 : campus de l'Université libre de Bruxelles : Vrije Universiteit Brussel à Ixelles (Belgique)
- 1970-1974 : Hôpital CHU de Rangueil à Toulouse en collaboration avec Paul de Noyers.
- 1971-1978 : ZAC du secteur no 9 dans le 17e arrondissement de Paris (ensemble de 2590 logements et de commerces et 'équipements publics)
- 1972 : ensemble de bureaux La Colline de Saint-Cloud
- 1973 : centre d'instruction naval de Querqueville, en collaboration avec Henry Auffret